# Michał Adamiec
Michał Adamiec (ur. 24 stycznia 1924 w Sakach, zm. 3 kwietnia 2007 tamże) – polski rolnik i oficer Urzędu Bezpieczeństwa, poseł na Sejm PRL V kadencji.

## Życiorys
Syn Michała i Aleksandry, uzyskał wykształcenie średnie niepełne, z zawodu rolnik. W latach 1953–1954 odbył roczny kurs przeszkolenia oficerów w Centrum Wyszkolenia Ministerstwa Bezpieczeństwa Publicznego w Legionowie. Od 1949 do 1956 służył w urzędach bezpieczeństwa oraz urzędach bezpieczeństwa publicznego na szczeblu powiatowym (Wysokie Mazowieckie i Siemiatycze) i wojewódzkim (Lublin i Białystok) poczynając od stanowiska młodszego referenta do oficera operacyjnego.
W 1969 uzyskał mandat na Sejm PRL z okręgu Białystok z ramienia Polskiej Zjednoczonej Partii Robotniczej. Zasiadał w Komisji Handlu Wewnętrznego oraz w Komisji Spraw Wewnętrznych.
Odznaczony Złotym Krzyżem Zasługi.